# Mila Baslawskaja
Mila Baslawskaja (Moskou, 7 maart 1946) is een Russische klassieke pianist.

## Loopbaan
Baslawskaja werd geboren in Moskou en studeerde daar aan de Centrale Muziekschool en het Conservatorium van Moskou. Al op jonge leeftijd gaf zij veel recitals in Rusland. Ook speelde zij samen met andere musici als Natalia Gutman, Oleg Kagan, Gidon Kremer en Joeri Basjmet. In 1978 verliet zij samen met haar echtgenoot, de cellist Dmitri Ferschtman en hun kinderen de toenmalige Sovjet-Unie en ging in Nederland wonen. Samen met hem trad zij op in diverse landen. Met Ferschtman nam zij ook werken van Nikolaj Mjaskovski, Alfred Schnittke, Dmitri Sjostakovitsj, Claude Debussy en César Franck op. Baslawskaja is momenteel hoofdvakdocent piano en kamermuziek aan het Rotterdams Conservatorium en het Conservatorium van Amsterdam.
Mila's dochter is de violiste Liza Ferschtman.